# ليساندرو ميزا
ليساندرو ميزا (بالإسبانية: Lisandro Meza)‏ هو موسيقي كولومبي، ولد في 26 سبتمبر 1937 في Los Palmitos ‏ في كولومبيا.